# Forêts de conifères et mixtes des Alpes
Localisation
Les forêts de conifères et mixtes des Alpes forment une écorégion terrestre définie par le Fonds mondial pour la nature (WWF), qui recouvre le massif des Alpes en Europe occidentale. Elle appartient au biome des forêts de conifères tempérées de l'écozone paléarctique.

## Liens
- Ressources relatives à la géographie :   - One Earth
  - WWF